# Alwin Berger
Alwin Berger (Möschlitz, 28 agosto 1871 – Stoccarda, 21 aprile 1931) è stato un botanico tedesco, noto soprattutto per il suo contributo alla nomenclatura delle piante succulente, in particolare agavi e cactus.
Nato in Germania, lavorò ai giardini botanici di Dresda e Francoforte sul Meno. Dal 1897 al 1914 fu curatore dei Giardini botanici Hanbury, creati da Sir Thomas Hanbury a La Mortola, presso Ventimiglia, vicino al confine con la Francia.
Dopo aver lavorato in Germania dal 1914 al 1919, studiò per tre anni negli Stati Uniti d'America, prima di trascorrere i suoi ultimi anni come direttore del dipartimento di botanica del museo di Storia naturale di Stoccarda
La sua opera principale, Le agavi, pubblicata nel 1915, descrive 274 specie di questa famiglia, divise in tre generi: Littaea, Euagave e Manfreda. Propose anche un nuovo genere di cactus, Roseocactus, nel 1925.
I generi Bergerocactus (fam. Cactaceae) e Bergeranthus (fam. Mesembryanthemaceae) sono così denominati in suo onore.